# 브루노 비소타
브루노 비소타(Bruno VeSota, 1922년 3월 25일 ~ 1976년 9월 24일)는 미국의 배우, 영화 감독, 각본가, 영화 프로듀서이다.

## 영화
- 섬씽 이블 (1972년)
- 와일드 로버스 (1971년)
- 노인 강도 (1971년)
- 비밀지령 (1968년)
- 대거라 불리는 남자 (1967년)
- 폴라인의 모험 (1967년)
- 더 와일드 월드 오브 배트우먼 (1966년)
- 인베이션 오브 더 스타 크리처스 (1963년)
- 유령 출몰지 (1963년)
- 밤의 요정 (1961년)
- 추격 (1959년)
- 보난자 (1959년)
- 거대 거머리의 습격 (1959년)
- 버켓 오브 블러드 (1959년)
- 말벌 여자 (1959년)
- 피터 건 (1958년)
- 더 브레인 이터스 (1958년)
- 핫 카 걸 (1958년)
- 크라이 베이비 킬러 (1958년)
- 나는 갱 (1958년)
- 위성 전쟁 (1958년)
- 카니발 록 (1957년)
- 록 올 나이트 (1957년)
- 틴에이지 인형 (1957년)
- 죽지 않는 자들 (1957년)
- 오클라호마 여인 (1956년)
- 여자 보안관 로즈 (1956년)
- 디멘시아 (1955년) - 부자 역
- 키스밋(영어판) (1955년)
- 주피터의 애인 (1955년)
- 이집트 (1954년)
- 와일드 원 (1953년)